# 宝木郵便局
宝木郵便局（ほうぎゆうびんきょく）は、鳥取県鳥取市にある郵便局。民営化前の分類では集配特定郵便局であった（現在は集配機能を廃止）。

## 概要
住所：〒689-0216 鳥取県鳥取市気高町宝木屋敷廻り826-7

## 沿革
- 1877年（明治10年）- 宝木郵便局（五等）として開設[1]。
- 1885年（明治18年）- 貯金取扱を開始。
- 1892年（明治25年）2月1日 - 為替取扱を開始。
- 1965年（昭和40年）7月25日 - 簡易な電話の加入および料金に関する事務を浜村郵便局に、その他の電話交換事務を鳥取電報電話局に、それぞれ移管[2]。
- 1967年（昭和42年）9月24日 - 和文電報配達事務を浜村郵便局に移管。
- 1987年（昭和62年）8月1日 - 風景入通信日付印の取扱を開始。
- 2006年（平成18年）11月1日 - 鳥取市より住民票・戸籍及び印鑑登録に関する証明の発行業務を受託し、取扱開始。
- 2007年（平成19年）10月1日 - 民営化に伴い、併設された郵便事業鳥取支店宝木集配センターに一部業務を移管。
- 2012年（平成24年）10月1日 - 日本郵便株式会社発足に伴い、郵便事業鳥取支店宝木集配センターを宝木郵便局に統合。
- 2015年（平成27年）3月2日 - 集配業務を浜村郵便局に移管、無集配局となる。郵便番号を689-0299から689-0216に変更。

## 取扱内容
- 郵便、印紙、ゆうパック、内容証明
- 貯金、為替、振替、振込、国債
- 生命保険、バイク自賠責保険
- ゆうちょ銀行ATM（管轄はゆうちょ銀行広島支店）
- 地方公共団体事務（鳥取市戸籍の謄抄本、住民票の写し、印鑑登録証明書の交付）

## 周辺
- 鳥取市立宝木小学校
- 両國梶之助（1664 - 1708）墓
- 国道9号
- 河内川

## アクセス
- JR山陰本線宝木駅から北へ約200m（徒歩約5分）
- 鳥取県道165号宝木停車場線沿い
- 駐車場あり：2台